# 布留希夫昌卡河

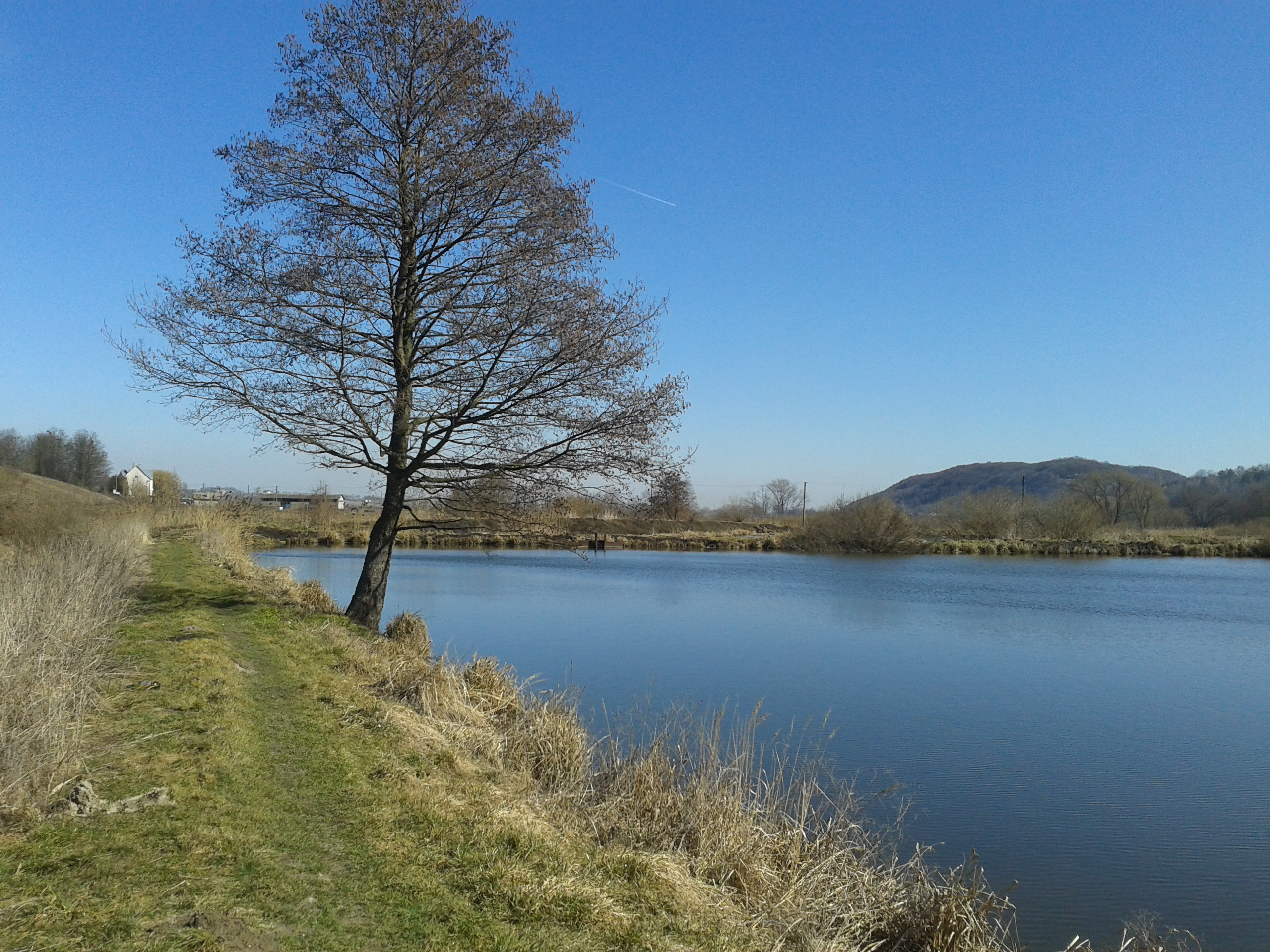

布留希夫昌卡河（烏克蘭語：Брюхівчанка），是烏克蘭西部的河流，屬於蘇拉河的右支流。該河流經利維夫州的利維夫區，河道全長4.5公里。